# Heinrich Willers
Heinrich Willers (* 30. September 1870 in Algermissen bei Hildesheim; † 17. Juli 1915 in Berlin) war ein deutscher Archäologe und Numismatiker.

## Leben
Willers wurde als Sohn eines Bauern und Ziegeleibesitzers in Algermissen geboren und katholisch erzogen. Er besuchte das Hildesheimer Gymnasium Andreanum, studierte Klassische Philologie, Geschichte und Archäologie in Göttingen und Bonn und wurde am 9. April 1898 in Halle promoviert. Während des Studiums wurde er Mitglied des Philologisch-Historischen Vereins Göttingen und des Philologischen Vereins Bonn im Naumburger Kartellverband. 1897 wurde er wissenschaftlicher Hilfsarbeiter am Kestner-Museum in Hannover. 1903 wurde er wissenschaftlicher Hilfsarbeiter an der Universitätsbibliothek Bonn und habilitierte sich 1906 für Klassische Archäologie an der Universität Bonn. 1907 wurde er Bibliotheksassistent, dann Hilfsbibliothekar; 1914 wurde er nach Breslau abgeordnet und 1915 Bibliothekar an der Königlichen Bibliothek in Berlin. In seinen letzten Lebensjahren beschäftigte er sich vorwiegend mit Fragen der griechischen Plastik.
Seine wichtigsten Schriften waren die Arbeiten Die römischen Bronzeeimer von Hemmoor (1901), Neue Untersuchungen über die römische Bronzeindustrie von Capua und von Niedergermanien (1907) und Geschichte der römischen Kupferprägung vom Bundesgenossenkrieg bis auf Kaiser Claudius (1909). In seinen letzten Lebensjahren beschäftigte er sich vorwiegend mit Fragen der griechischen Plastik.
Zur Erinnerung an Willers verleiht sein altes Gymnasium Andreanum jährlich einen Ehrenpreis an Schülerinnen und Schüler mit besonderen Leistungen auf dem Gebiet der Alten Sprachen.

## Veröffentlichungen (Auswahl)
- De Verrio Flacco glossarum interprete disputatio critica. Dissertation Halle 1898.
- Die römischen Bronzeeimer von Hemmoor. Hannover / Leipzig 1901 (Digitalisat).
- Neue Untersuchungen über die römische Bronzeindustrie von Capua und Niedergermanien besonders auf die Funde aus Deutschland und dem Norden hin. Hannover / Leipzig 1907 (Digitalisat).
- Geschichte der römischen Kupferprägung vom Bundesgenossenkrieg bis auf Kaiser Claudius. Nebst einleitendem Überblick über die Entwicklung des antiken Münzwesens. Teubner, Leipzig 1909.
- Studien zur griechischen Kunst. E. A. Seemann, Leipzig 1914 (Digitalisat).